# 李佩甫
李 佩甫（リー・ペイフー、1953年10月 - ）は、中華人民共和国の小説家。代表作に小説『生命冊』。中国共産党党員。中国作家協会会員。政府から中国国家一級作家に認定されている。国務院からの特別政府手当てを受けている。第八位河南籍茅盾文学賞受賞者。

## 略歴
李佩甫は1953年10月に河南省許昌市の貧しい家庭に生まれました。
1978年、彼は作品を発表し始めた。
1984年、河南広播電視大学漢語言文学系卒業。許昌市文化局創作員、『莽原』雜誌編輯、第二編輯室主任、河南省文連、河南省作家協会專業作家、『莽原』雜誌副主編、河南省作家協会第二届理事、河南省文連主席，河南省作協主席等を歴任する。

## 著書

### 長篇小説
- 『李氏家族第十七代玄孫』
- 『金屋』
- 『城市白皮書』
- 『羊的門』（平原三部曲の一）
- 『城的灯』（平原三部曲の二）
- 『李氏家族』
- 『生命冊』（「平原三部作」の最後の作品）

### 中篇小説
- 『黒蜻蜓』
- 『村魂』
- 『田園』
- 『李佩甫文集』四卷

### 劇本
- 『潁河故事』
- 『平平常常的故事』
- 『難忘歳月——紅旗渠的故事』
- 『申鳳梅』

### 日本語訳書
- 李佩甫著、永田小絵訳、辻康吾監修、勉誠出版、『羊の門』、 2003年11月1日

## 受賞
- 1994年、全国庄重文文学賞。
- 2002年、河南省「十大文芸成果賞」。
- 2012年12月、長篇小説『生命冊』、2012年度茅台杯人民文学賞。
- 2015年8月16日、『生命冊』、第九回茅盾文学賞[5]。